# Galassia nana della Balena
La galassia nana della Balena (Cetus dSph) è una galassia nana sferoidale, a "bassa luminosità superficiale", situata nell'omonima costellazione alla distanza di circa 2,5 milioni di anni luce dalla Terra. Mostra un blueshift di 0,000290 e pertanto si muove verso la Via Lattea alla velocità di 87 km/s.
Fu scoperta nel 1999 da Alan Whiting, George Hau e Michael J. Irwin attraverso osservazioni effettuate dall'UK Schmidt Telescope. Fa parte del Gruppo Locale ma non è una galassia satellite né sembra legata gravitazionalmente ad altre galassie, trovandosi in una posizione piuttosto isolata.
Non vi è stata trovata presenza di idrogeno neutro. Le stelle attualmente visualizzabili sono solo giganti rosse, segno di assenza di processi di formazione stellare.
1. ↑   Hartmut Frommert, Christine Kronberg, Cetus Dwarf, su spider.seds.org. URL consultato il 3 aprile 2016.
2. ↑   A. W. McConnachie, M. J. Irwin e A. M. N. Ferguson, Distances and Metallicities for 17 Local Group Galaxies, in arXiv:astro-ph/0410489, 20 ottobre 2004, DOI:10.1111/j.1365-2966.2004.08514.x/abs/. URL consultato il 3 aprile 2016.
3. ↑  (EN) Alan W. McConnachie, The Observed Properties of Dwarf Galaxies in and around the Local Group, in The Astronomical Journal, vol. 144, n. 1, 1º gennaio 2012,  p. 4, DOI:10.1088/0004-6256/144/1/4. URL consultato il 3 aprile 2016.
4. ↑   Alan B. Whiting, George K. T. Hau e Mike Irwin, A New Local Group Galaxy in Cetus, in The Astronomical Journal, vol. 118, 1º dicembre 1999,  pp. 2767-2774, DOI:10.1086/301142. URL consultato il 3 aprile 2016.
5. ↑   Press Release ING 5/1999, The Isaac Newton Telescope discovers a new Local Group galaxy, su ing.iac.es. URL consultato il 3 aprile 2016.
6. ↑   Sidney van den Bergh, Updated Information on the Local Group, in Publications of the Astronomical Society of the Pacific, vol. 112, n. 770,  pp. 529-536, DOI:10.1086/316548. URL consultato il 3 aprile 2016.